# Gianluca De Candia
Gianluca De Candia (* 5. Januar 1983 in Molfetta, Italien) ist ein deutsch-italienischer Philosoph und Theologe. Er ist Universitätsprofessor für Philosophie und Dialog mit der Gegenwartskultur an der Kölner Hochschule für Katholische Theologie (KHKT).

## Leben
Nach dem Studium der Katholischen Theologie an der Theologischen Fakultät von Apulien (Bari), das er mit der Arbeit Das itinerarium mentis in Deum als itinerarium Dei in mentem. Im Konflikt der Interpretationen abgeschlossen hat, erwarb er 2009 das Lizenziat im Fach Fundamentaltheologie an der Universität Gregoriana mit der Arbeit Christentum als Stil. Liebenswürdigkeit und Zivilcourage von Franz von Sales bis Dietrich Bonhoeffer. 2011 wurde er dort promoviert im Fach Fundamentaltheologie bei Elmar Salmann; Titel der Doktorarbeit: Debuit et decuit Deo et hominibus. Die Notwendigkeit und das Mehr-als-Notwendige als transzendentale und historische Kategorie der christlichen Theologie. 2012 erwarb er den M.A. in Philosophie an der Universität Bari.
Von 2010 bis 2013 war er Dozent für theologische Propädeutik, systematische Theologie und Philosophie am Istituto Superiore di Scienze religiose in Bari und an der Theologischen Fakultät von Apulien. Er kam 2013 nach Deutschland dank der Förderung als Research Fellow der Alexander-von-Humboldt-Stiftung, aus dem das Habilitationsprojekt Der Anfang als Freiheit. Der Denkweg von Massimo Cacciari im Spannungsfeld von Philosophie und Theologie entstand. Mit dieser Arbeit wurde 2017 für das Fach Philosophische Grundfragen der Theologie an der Katholisch-Theologischen Fakultät der Westfälischen Wilhelms-Universität Münster (Erstgutachter: Klaus Müller; Zweitgutachter: Elmar Salmann) habilitiert und dort zum Privatdozenten ernannt. Zugleich pflegte er Kontakte zur Leibniz-Forschungsstelle bei Thomas Leinkauf in Münster, daraus entstand der Aufsatz Die Scotus-Rezeption des jungen Leibniz (in: Studia Leibnitiana 48, 2016, 119–150). Seit Oktober 2018 ist er Lehrstuhlvertreter für Systematische Theologie am Seminar für Katholische Theologie der Philosophischen Fakultät der Universität Siegen. Seit März 2018 fördert die DFG sein Forschungsprojekt zur neueren italienischen Philosophie, namentlich der Schule von Luigi Pareyson, und ihrer kulturellen und theologischen Fruchtbarkeit. 2021 hat er die deutsche Staatsangehörigkeit durch Einbürgerung erworben. Seit 2021 ist er Lehrstuhlinhaber für Philosophie und Dialog mit der Gegenwartskultur an der KHKT.

## Werk
De Candia hat seine Forschungen dem Begriffszusammenhang von Notwendigkeit, Möglichkeit, Mit-Möglichkeit und Freiheit gewidmet. Die zentralen Autoren seiner historischen Analysen sind dabei Anselm von Canterbury, Duns Scotus, René Descartes, Blaise Pascal, Gottfried Wilhelm Leibniz, Immanuel Kant, Friedrich Wilhelm Joseph Schelling, Luigi Pareyson, Massimo Cacciari. Sein historisches Interesse ist dabei stets verbunden mit einem systematischen Interesse an der Gottesfrage und kulminiert in der Fragestellung nach der auch heute noch zu veranschlagenden Möglichkeit von Metaphysik als philosophischer Hauptdisziplin. Die Akzentuierung der Freiheit des methaphysischen Aktes (auch in Bezug auf Gott) führt er zur Entwicklung einer Philosophie des Vielleichts mit ihrer dialektischen, zweiseitigen Natur. Drei Formen des Vielleichts werden unterschieden: die freiheitliche, im Gegensatz dazu die konjektural-hermeneutische sowie eine amphibolische. Diese Formen bewegen sich zudem innerhalb der Klammer eines „forse maggiore“, dem eine „positive“ Valenz zukomme, so der Autor, sowie einem „forse minore“, das seinen „negativen“, skeptischen Gegenpart bilde, während diese Differenzen von einer Perspektive zur anderen oszillieren könnten. Damit wird das Vielleicht im modallogischen Lichte als Möglichkeit (possibilitas) und dabei hinsichtlich seines unterirdischen, aber festen Bezugs zu Notwendigkeit und Wirklichkeit (Aktualität) erfasst. Dieses Möglichkeits-Vielleicht will De Candia aber verstanden wissen im Blick auf unser Verstehen (Hermeneutik) im Sinne eines permanenten Verweises auf das Ungenügende aller epistemischen Versuche einer präzisen, definitiven Bestimmung nicht nur des höchsten, göttlichen Seins, sondern überhaupt dessen, was „ist“. Das Vielleicht verweist auf das Jenseits (al di là) aller begrifflich exakten Bestimmung, auf Ungenauigkeit und Vermutungswissen (Konjektur), das seit Sokrates über Cusanus bis hin zu Schelling die Prätention der Begriffsdialektik in die Schranken gewiesen hat, eine einzuholende Vorsicht, mit der das Denken lange vor Husserl zu einer „epochê“ in Bezug auf die Endgültigkeit eines Zugriffs auf die Wirklichkeit bewegt werden sollte. Das zweiseitige Vielleicht ist gerade auch ein Vielleicht der religiösen Grundeinstellung zum Dasein. Die sachliche und historische Entwicklung einer Metaphysik des „Vielleicht“, die von Descartes bis in die Gegenwart reicht, zielt ab auf ein eher „gefährliches Vielleicht“, das geradezu in der Nachfolge Nietzsches und in der durch Heidegger inspirierten italienischen Denktradition, den zeitgenössischen Diskurs stimuliert.

## Öffentliche Wahrnehmung
Neben seinem wissenschaftlichen Schaffen hat er auch populärwisschenschaftliche theologische Essays verfasst sowie Beiträge für La Gazzetta del Mezzogiorno, Il Foglio, L’Osservatore Romano, L’Eco di Bergamo, SettimanaNews, Il rasoio di Occam, Herder Korrespondenz, Kölner Stadt-Anzeiger, Frankfurter Rundschau. Seine Vermittlungs- und Übersetzungstätigkeit zwischen italienischen und deutschen Denktraditionen hat ihm Anerkennung und Wertschätzung von Vielen eingebracht:
- „Wenn ich De Candia lese, erkenne ich mich auf dem Weg, den er beschreibt, wieder, als ob ich neu anfinge.“ (Massimo Cacciari)[3]
- „De Candia ist ein wichtiger Vermittler zwischen italienischer und deutscher Philosophie.“ (Gianni Vattimo)[4]
- „Gianluca De Candia hat die Gabe der Verklärung. Ohne Verklärung gibt es kein Verständnis. Nie zuvor habe ich etwas Vergleichbares über den Charme Jesu gelesen. Die von De Candia im Gegenlicht gezeichneten Figuren führen den Leser in eine unbekannte Region von Verklärung und Verständnis.“ (Barbara Alberti)[5]
- „De Candias Essays erfassen die Formen der verkörperten und strahlenden Konkretheit des christlichen Glaubens, die von der Schultheologie oft übersehen werden. Es gelingt ihm, die Spuren, die Fußstapfen eines anderen Gottes und eines anderen Menschen zu finden, beide bescheiden und stark, verletzlich und stolz in ihrer Liebenswürdigkeit.“ (Elmar Salmann)[6].

## Schriften (Auswahl)
- La vera amabilità del Cristianesimo. Charme e stile di una fede postmoderna (= Università). Rubbettino, Soveria Mannelli 2009, ISBN 978-88-498-2447-6.

- Il peso liberante del Mistero. Saggio sulla grazia del necessario (= Studi e ricerche. Sezione teologica). Cittadella Editrice, Assisi 2011, ISBN 978-88-308-1154-6 (zugleich Dissertation, Gregoriana 2011).
- Trinità. Le consonanze di un Dio musicale (= Teologando. Band 1). Tau, Todi 2011, ISBN 978-88-6244-117-9.
- als Herausgeber: Sancta morum elegantia. Festschrift zum 70. Geburtstag von Prof. Elmar Salmann (Studia Anselmiana, Band 177). EOS Verlag, St. Ottilien 2018, ISBN 3-8306-7920-3.
- Der Anfang als Freiheit. Der Denkweg von Massimo Cacciari im Spannungsfeld von Philosophie und Theologie (= Scientia & Religio, Band 18). Verlag Karl Alber, Freiburg im Breisgau 2019, ISBN 3-495-49061-2 (zugleich Habilitationsschrift, Münster 2017).
- Il rovescio del vangelo. EDB, Bologna 2019, ISBN 978-88-10-56914-6.
- als Herausgeber: Luigi Pareyson: Vom Staunen der Vernunft, übersetzt und herausgegeben von Gianluca De Candia. Aschendorff Verlag, Münster 2021 (open access).
- Il Forse bifronte. L'emergenza della libertà nel pensiero di Dio (= Essere e libertà). Mimesis, Milano 2021, ISBN 978-88-575-7850-7.
- als Herausgeber: Luigi Pareyson: Wahrheit und Interpretation, übersetzt und herausgegeben von Gianluca De Candia (= Philosophische Bibliothek, Band 761). Felix Meiner Verlag, Hamburg 2023, ISBN 978-3-7873-4237-2.
- "Le pays des realités possibles": Possibile logicum bei Duns Scotus und G.W. Leibniz. In: Einheit und Vielheit metaphysischen Denkens, hrsg. von Michael Städtler, Christian Thein, Walter Mesch, Felix Meiner Verlag, Hamburg 2022, 162-180 ISBN 978-3-7873-4314-0.
- Der Sprung in den Glauben. Von der existenziellen Relevanz des Christentums. Herder Verlag, Freiburg im Breisgau 2023, ISBN 978-3-451-39634-2. Der Titel wurde vom Sankt Michaelsbund und dem Borromäusverein ausgezeichnet als "Das Religiöse Buch des Monats Juli 2023".
- Luigi Pareyson: Die Existenzphilosophie und Karl Jaspers, übers., hrsg. und eingeleitet von G.-B. Demarta, mit einem Geleitwort von G. De Candia, Mimesis Verlag, Mailand-Udine 2023, ISBN 978-88-94801-16-3.
- Luigi Pareyson: Ästhetik. Theorie der Formativität, übers., hrsg und eingeleitet von G.-B. Demarta, mit einem Geleitwort von G. De Candia und einem Begleitaufsatz von U. Eco, Mimesis Verlag, Mailand-Udine, März 2024, ISBN 978-88-94801-17-0.